# Tour de Teyssieu
La tour de Teyssieu est un monument historique situé à Teyssieu dans le Lot (Région Occitanie).

## Historique
En 1232, le vicomte de Turenne a donné à deux de ses chevaliers, Hugues et Bertrand Bonafos, de Saint-Céré, l’« Afar de Taishio » (la seigneurie de Teyssieu) contre l'engagement de ceux-ci à y construire une tour. La construction de la tour a été entreprise peu après 1232, mais malgré son apparente unité, elle se présente comme un ouvrage composite dont la construction a pu s'échelonner en plusieurs campagnes sur une période assez longue. Un logis était adossé à la tour.
En 1371, pendant la guerre de Cent Ans, Teyssieu a été occupé par des troupes anglaises.
Les Bonafos ont été les seigneurs du lieu jusqu'au début du XVIe siècle. Sans descendance mâle, la seigneurie est passée vers 1520 à Raymond de Gontaut-Cabrerets marié à Françoise, héritière du fief. Leur fille unique et héritière, Jeanne de Gontaut, sur les conseils de François Ier, a épousé en 1540 Antoine de Noailles. Après sa mort, sa veuve, Jeanne de Gontaut a été nommé dame d'honneur de Catherine de Médicis avec la charge de gouvernante des filles du roi, en 1572. Après la mort de la reine mère, en 1589, Jeanne de Gontaud est revenu dans le Quercy, au château de Lentour, à Mayrinhac-Lentour, qui lui avait été donné en dot. Ses héritiers ont conservé le château jusqu'à sa vente, en 1649, à Jacques de Bonnafous, seigneur de Presque, issu d'une branche de la famille Bonafos des premiers seigneurs de Teyssieu. La famille de Bonnafous couverte de dettes a dû vendre le fief à Jean-Baptiste Molin, fermier-général de la vicomté de Turenne, en 1749.
En 1876, la commune a acheté le château pour y installer une école.
L'édifice a été classé au titre des monuments historiques le 8 juillet 1925,.

## Description
Ce bâtiment a un plan carré.